# Paquet-année
Le paquet-année (PA ou « unité-paquet-année », UPA) est une unité de mesure de la consommation de tabac fumé en cigarettes. Elle est utilisée notamment en pneumologie pour évaluer le risque d'apparition du cancer du poumon.
On calcule le paquet-année en multipliant :
- le nombre de paquets consommés par jour en prenant pour référence un paquet standard de 20 cigarettes

par 
- le nombre d'années où la personne a fumé cette quantité de paquets.

Ainsi, 1 paquet-année correspond à la consommation de 1 paquet de 20 cigarettes par jour pendant 1 an (soit 365 paquets réellement consommés dans l'année).
Cette notion de paquet-année n'est néanmoins pas un bon évaluateur du facteur de risque tabagique : la quantité de tabac augmente le risque de développer un cancer avec un facteur à la puissance carrée, alors que la durée de l'exposition le multiplie avec un facteur à la puissance 4. Il n'est donc pas du tout équivalent de fumer 10 cigarettes par jour pendant 20 ans que 20 cigarettes par jour pendant 10 ans. 

## Exemples
Dans l'anamnèse d'un patient ayant fumé 10 cigarettes par jour pendant 30 ans, on considérera qu'il est à 15 PA (1/2 paquet × 30 ans = 15 PA).
Ou encore, avoir fumé deux paquets de 20 cigarettes par jour pendant 10 ans c'est avoir une consommation de 40 cigarettes par jour pendant 10 ans et donc être évalué à 20 PA (2 paquet x 10 ans = 20 PA).